# Brownswood Recordings
Brownswood Recordings es una compañía discográfica independiente británica, fundada en el 2006 por el productor musical y disc jockey francés Gilles Peterson, es una discográfica basada con artistas en un jazz moderno, con estilos electrónicos y sonidos parecidos al world music.

## Algunos artistas de la discográfica
- Ghostpoet
- LV
- Zara McFarlane
- Soil & "Pimp" Sessions
- Ben Westbeech
- Kamaal Williams